# 科塞
科塞，爱沙尼亚北部哈尔尤县的一个乡村型市镇。总面积532.81平方公里，总人口7279（2021年）。行政中心为科塞镇。
科塞市镇包括5个小镇和58个村庄。